# Neobisium georgecastriotae
Espèce
Synonymes
- Neobisium albanorum Ćurčić, Dimitrijević, Rađa, Vujčić-Karlo, 2006

Neobisium georgecastriotae est une espèce de pseudoscorpions de la famille des Neobisiidae.

## Distribution
Cette espèce est endémique d'Albanie. Elle se rencontre à Progonat, à Gjirokastër et à Kurvelesh dans des grottes,.

## Description
Neobisium georgecastriotae mesure de 4,3 à 5,9 mm. Ce pseudoscorpion est anophtalme.

## Systématique et taxinomie
Neobisium albanorum a été placé en synonymie avec Neobisium georgecastriotae par Gardini en 2018.

## Étymologie
Cette espèce est nommée en l'honneur de Georges Castriote.

## Publication originale
- Ćurčić, Dimitrijević, Rađa, Dudić, Šimić & Vujčić-Karlo, 2006 : A new troglobitic pseudoscorpion from Albania. Periodicum Biologorum, vol. 108, no 1, p. 101-103.